# Майдан (гміна Сточек)
Майдан (пол. Majdan) — село в Польщі, у гміні Сточек Венґровського повіту Мазовецького воєводства.
Населення — 232 особи (2011).
У 1975-1998 роках село належало до Седлецького воєводства.

## Демографія
Демографічна структура станом на 31 березня 2011 року:
|          | Загалом | Допрацездатний вік | Працездатний вік | Постпрацездатний вік |
| -------- | ------- | ------------------ | ---------------- | -------------------- |
| Чоловіки | 124     | 30                 | 83               | 11                   |
| Жінки    | 108     | 20                 | 65               | 23                   |
| Разом    | 232     | 50                 | 148              | 34                   |